# ヘイ・マン
『ヘイ・マン』（Hey Man）は、アメリカのハードロックバンド、MR. BIGがリリースした、4作目のオリジナルアルバムである。

## 内容
前作『Bump Ahead』から2年4ヶ月ぶりとなるオリジナルアルバム。ヒット曲「Take Cover」などを収録。オリコンチャートでは初登場1位を記録した。
このアルバム発売後にポール・ギルバートが脱退し、2009年のオリジナルメンバーによるバンド再結成後にリリースされた7thアルバム『What If...』まで、在籍最後のオリジナルアルバムとなっていた。
デビュー20周年の2009年に、再結成＆ジャパン・ツアー 記念エディションとしてリマスタリング＆ボーナス・トラック収録で、日本で再発売された。

## 収録曲
1. トラップド・イン・トイランド／Trapped In Toyland （4:24）
2. テイク・カヴァー／Take Cover （4:38）
3. ジェーン・ドウ／Jane Doe （3:36）
4. 風にまかせて／Goin' Where The Wind Blows （4:19）
5. ザ・チェイン／The Chain （3:46）
6. ホエア・ドゥ・アイ・フィット・イン／Where Do I Fit In? （4:22）
7. イフ・ザッツ・ホワット・イット・テイクス／If That's What It Takes （4:47）
8. アウト・オブ・ザ・アンダーグラウンド／Out Of The Underground （4:05）
9. ダンシン・ライト・イントゥ・ザ・フレイム／Dancin' Right Into The Flame （3:02）
10. ママD／Mama D. （4:32）
11. フール・アス・トゥデイ／Fool Us Today （4:23）
12. ティアーズ／Tears
日本盤のボーナス・トラック。ヨーロッパ盤ではこの曲とは別のボーナス･トラック「Little Mistake（3:45）」が収録されている。
13. テイク・カヴァー （デモ・ヴァージョン）
2009年の再発盤によるボーナス・トラック。
14. アイ・ラヴ・ユー・ジャパン （デモ・ヴァージョン）／I Love You Japan
2009年の再発盤によるボーナス・トラック。
15. スウィンギン・ジャム／Swingin' Jam
2009年の再発盤によるボーナス・トラック。